# Jordi Vives i Puiggròs
Jordi Vives i Puiggròs (Barcelona, 23 d'abril de 1941) és un metge català. El 1965 es llicencià en medicina a la Universitat de Barcelona. De 1966 a 1968 va fer un postdoctorat al Departament d'immunologia de l'Hôpital Saint Louis de París, el 1972-1973 al Basel Institute for Immunology, i el 1982-1983 al Development Biology Laboratory del Salk Institute (La Jolla, Califòrnia).
El 1976 fou nomenat Cap del Servei d'Immunologia de l'Hospital Clínic de Barcelona. Prèviament havia estat a la Clínica Mèdica A de la Facultat de Medicina i l'Hospital Clínic, dins de l'Escola d'Hematologia que portaven els doctors Agustí Pedro i Pons i Pere Farreras. Ha investigat el sistema d'histocompatibilitat, l'estudi de les proteïnes de membrana i l'estudi de la regulació del cicle cel·lular.
Ha estat el primer president de la Societat Catalana d'Immunologia (1981-1985) i president de la Societat Espanyola d'Immunologia (2000-2004) i és membre de la Reial Acadèmia de Medicina de Catalunya des del 1996. El 2005 va presidir el Congrés Europeu d'Immunologia. Ha rebut el Premi Uriach de Ciències de la Salut (1990) i el 1993 la Medalla Narcís Monturiol al mèrit científic de la Generalitat de Catalunya.

## Obres
- Sense miralls (novel·la, 2000)